# 金田章宏
金田 章宏（かねだ あきひろ、1955年9月 - ）は、日本の日本語学（文法）の研究者。千葉大学国際教育センター教授。

## 略歴
- 1955年、山形県に生まれる
- 1980年3月、埼玉大学教養学部卒業
- 博士（文学）（大阪大学・論文博士）
- 2001年9月 - 2002年5月時点、千葉大学留学生センター・文学研究科助教授
- 2002年12月、第30回金田一京助博士記念賞受賞（『八丈方言動詞の基礎研究』に対して）[1]
- 2004年4月 - 現在、千葉大学国際教育センター・人文社会科学研究科教授[2]
  - 注；2004年4月から「国際教育開発センター」として発足したが、2006年4月から「国際教育センター」と改称した。[3]

## 研究
- 対象：　日本語の、八丈方言、琉球八重山西表方言、山形県南陽方言、青森県三戸郡方言
- 内容：　日本語文法（形態論）、フィールドワーク
- 紹介：　金田研究室（外部リンク）

## 共著書
- 『日本語文法の諸問題―高橋太郎先生古希記念論文集―』（鈴木泰との共編著、ひつじ研究叢書（言語編）13、ひつじ書房、高橋太郎・宮島達夫・かねこひさかず・まつもとひろたけ・角田太作・工藤浩・澤田和浩との共編著、1996年 ISBN 4-938669-76-5 ）
- 『日本語の文法』（高橋太郎・金子尚一・斎美智子・鈴木泰・須田淳一・松本泰丈との共著、ひつじ書房、2005年、ISBN 978-4-89476-244-2）

## 著書・論文など
1. 金田章宏（1983）「東北方言の動詞のテンス―山形県南陽市」『琉球方言と周辺のことば』
2. 金田章宏（1984）「山形方言の動詞のテンス」『国文学解釈と鑑賞』至文堂
3. 金田章宏（1986.01）「たずねとうたがい」『国文学解釈と鑑賞』51(1)、至文堂 ---- 山形県南陽方言の研究論文
4. 金田章宏（1987.02）「指示代名詞の体系と用法」『国文学解釈と鑑賞』52(2)、至文堂 ---- 山形県南陽方言の研究論文
5. 奥山熊雄・金田章宏（1990.07）「八丈島三根方言 動詞の形態論 アスペクトをめぐって」『国文学解釈と鑑賞』55―7
6. 金田章宏（1991）『私家版資料②八丈島三根の民話と伝説』
7. 奥山熊雄・金田章宏（1991.01）「八丈島三根方言 動詞の形態論　過去の「き」をもつテンス形式」『国文学解釈と鑑賞』56―1
8. 金田章宏（1992.07）「各地録音紹介―文字化と解説 八丈島の民話と談話」『国文学解釈と鑑賞』57―7
9. 奥山熊雄・金田章宏（1992）『続・八丈のしょめ節』星和出版
10. 金田章宏（1993.01）「動詞と形容詞をつなぐもの」『国文学解釈と鑑賞』58―1
11. 金田章宏（1993.12）「八丈島方言の音韻（三根地区）おぼえがき」『千葉大学留学生センター雑誌』1993
12. 金田章宏（1993.12）「「二重」表示現象をめぐって 八丈島三根方言を例に」『日本語の格をめぐって』くろしお出版
13. 金田章宏（1995.01）「方言における文法的意味 標準語との比較の中で」『国文学解釈と鑑賞』60―1
14. 金田章宏（1995.03）「保科孝一著『八丈島方言』をよみなおす(1)」『千葉大学留学生センター紀要』1
15. 金田章宏（1996.01）「感情・感覚における局面のとらえかた 八丈島三根方言を例に」『国文学解釈と鑑賞』61―1
16. 金田章宏（1996.03）「〈研究ノート〉連用形の終止用法をめぐって 八丈方言の文法現象から」『千葉大学留学生センター紀要』2
17. 金田章宏（1996.07）「いくつかの単語の意味のズレをめぐって」『国文学解釈と鑑賞』61―7
18. 金田章宏（1996.11）「八丈方言うちけし動詞の成立をめぐって」『日本語文法の諸問題 高橋太郎先生古希記念論文集』
19. 金田章宏（1998.01）「待遇表現とやりもらいについてのおぼえがき 八丈方言の例から」『国文学解釈と鑑賞』63―1
20. 金田章宏（1998.03）『八丈方言談話資料1 青ヶ島方言』千葉大学留学生センター
21. 金田章宏（1998.07）「現代日本語のなかの係り結び 八丈方言の例を中心に」『月刊言語』27―7
22. 金田章宏（1999.01）「笥・麻笥、桶・麻績み桶をめぐる一考察」『国文学解釈と鑑賞』64―1
23. 金田章宏（1999.01）「八丈方言から古代語をさぐる」『日本語学』18―1
24. 金田章宏（1999.03）「八丈方言談話資料2 中之郷方言」『琉球方言音韻・文法・語彙の研究 周辺諸方言との比較研究も含めて』1
25. 奥山熊雄・金田章宏（1999）『奥山熊雄の八丈島のうたと太鼓』自費出版
26. 金田章宏（2000.01）「保科孝一「八丈島方言」の百年」『国文学解釈と鑑賞』65―1
27. 金田章宏（2001.01）「八丈方言」『国文学解釈と鑑賞』66―1
28. 金田章宏（2001.02）「方言文法研究におけるテンス・アスペクト研究 八丈島方言の現在進行と同時性をめぐって」『国文学解釈と教材の研究』46―2
29. 金田章宏（2001.03）「八丈方言の現状といくつかの文法現象をめぐって」『日本語の消滅に瀕した方言に関する調査研究』
30. 金田章宏（2001.09）『八丈方言動詞の基礎研究』笠間書院
31. 金田章宏（2002.01.01）「消滅の危機に瀕した八丈方言」『南海タイムス』第3048号
32. 金田章宏（2002.05）『八丈方言のいきたことば』笠間書院
33. 金田章宏（2004.08）『奥山熊雄の八丈島古謡』笠間書院
34. 奥山熊雄・金田章宏・ジェーン=アラシェフスカ（2005.02）『八丈島古謡 奥山熊雄の歌と太鼓』笠間書院
35. 金田章宏・吉野文・和田健（2006.03）「学部留学生に対する日本語・日本事情ニーズ調査」『人文と教育』2号、千葉大学国際教育開発センター
36. 金田章宏（2007.01）「民話の文法 ―八丈島の＜一文だけの民話＞―」『国文学解釈と鑑賞』pp.184-189
37. 金田章宏（2007.05）「八丈方言の電子化資料の作成と文法書の編纂」『科学研究費報告書』
38. 金田章宏（2007.07）「体系的な記述をめざして ―沖縄西表方言とのとりくみを例に―」『国文学解釈と鑑賞』pp.83-92
39. 金田章宏（2008.07）「【書評】名護市史編さん委員会編 『名護市史本編10言語－やんばるの方言』」『月刊言語』p.118、大修館
40. 金田章宏（2009）「沖縄西表（祖納）方言の格ととりたての意味用法」『琉球の方言』33号pp.19-63、沖縄文化研究所
41. 金田章宏（2009.03.13）「【寄稿】千数百年前の関東周辺の言葉 「八丈語」は国際標準で独立言語」『南海タイムス』
42. 金田章宏（2009.07）「八重山西表方言の形容詞」『国文学解釈と鑑賞』pp.133-142
43. 金田章宏（2009.11）「八丈方言にみる古典語文法“以前”」『国語と国文学』pp.121-131
44. 金田章宏（2010.03）「八丈方言の諸特徴」国語研・危機方言研究会発表[4]

## 奥山熊雄との共著について
次に挙げる論文・著書は、奥山熊雄との共著であるか、または題名にその名前が含まれている。
- 奥山熊雄・金田章宏（1990.07）「八丈島三根方言動詞の形態論 アスペクトをめぐって」『国文学解釈と鑑賞』55―7
- 奥山熊雄・金田章宏（1991.01）「八丈島三根方言動詞の形態論 過去の「き」をもつテンス形式」『国文学解釈と鑑賞』56―1
- 奥山熊雄・金田章宏（1992）『続・八丈のしょめ節』星和出版
- 奥山熊雄・金田章宏（1999）『奥山熊雄の八丈島のうたと太鼓』自費出版
- 金田章宏（2004.08）『奥山熊雄の八丈島古謡』笠間書院
- 奥山熊雄・金田章宏・ジェーン=アラシェフスカ（2005.02）『八丈島古謡 奥山熊雄の歌と太鼓』笠間書院

奥山熊雄（おくやま くまお、1916年9月27日-）は東京都八丈島三根の出身者。2003年、伝統芸能八丈太鼓の伝承者として、平成15年度東京都文化功労者に選ばれた。八丈方言のうち、三根方言の有能な話者でもあり、1989年から2003年頃まで、調査票に頼らない自然談話を重視した録音調査が金田章宏によって行われ、その成果は数々の論文・著書となって世に出た。金田章宏は奥山熊雄の協力と貢献に敬意を表してか、数度にわたって氏と連名で論文・著書を出している。